# 434-й ракетний полк (СРСР)
434-й ракетний ордена Олександра Невського полк (в/ч 34189, з 1979 року: 29499, з 1981 року: 08312, з 1985 року: 58181) — військова частина у складі Ракетних військ стратегічного призначення Збройних сил СРСР і Росії.

## Історія створення і бойовий шлях
На підставі директиви ГК РВ 434-й ракетний полк сформований 13 червня 1960 року у м. Первомайськ (Миколаївська область) і включений до складу 29-ї ракетної бригади (з травня 1961 року — 46-та ракетна дивізія). Директивою ГК РВ за 434-м ракетним полком збережено за наступністю урядову нагороду розформованого у червні 1960 року 150-го артилерійського ордена Олександра Невського полку.
У червні 1962 року завершене будівництво шахтних пускових установок (ШПУ), а в листопаді того ж року завершено роботи з обладнання ШПУ, йшла підготовка бойової зміни стартових груп до заступлення на бойове чергування.
До складу полку увійшли:
- 1-й ракетний дивізіон з 3-ма ШПУ Р-14У (SS-5), заступив на бойове чергування 5 лютого 1963 року;
- 2-й ракетний дивізіон із 3-ма ШПУ Р-14У (SS-5), заступив на бойове чергування 15 лютого 1963 року;
- 3-й ракетний дивізіон із 3-ма ШПУ Р-14У (SS-5), заступив на бойове чергування 25 лютого 1964 року.

У червні 1978 року полк почав зніматися з бойового чергування і 26 лютого 1979 року був знятий з бойового чергування останній дивізіон.
З 1 липня 1979 року 434-й ракетний полк був переформований з передислокацією у селище Ясне (Забайкальський край, Росія), де увійшов до складу 47-ї ракетної дивізії. Особовий склад полку почав освоєння нового озброєння, проте так і не заступив на бойове чергування, а з 20 грудня 1981 року передислокований до селища Пашино (нині — в межах міста Новосибірськ, РФ), де увійшов до складу 39-ї ракетної дивізії.
У серпні 1982 року полк відбув у навчальний центр міста Капустин Яр для отримання нової техніки. У листопаді того ж року полк повернувся в місце постійної дислокації, а 24 грудня 1982 року заступив на бойове чергування з 9 пусковими установками РСД-10 Піонер-УТТХ (15П653, SS-20) на БЖРК.
27 серпня 1987 року, не знімаючись з бойового чергування, 434-й ракетний полк власним ходом передислокований до м. Канськ (Красноярський край, РФ), де увійшов до складу 23-ї гвардійської ракетної дивізії.
Полк знявся з бойового чергування у серпні 1988 року і розпочав переозброєння на ракетний комплекс РТ-2ПМ (15П158, SS-25), на бойове чергування заступив 25 жовтня 1991 року на 9 пускових установках.
30 вересня 2005 року 434-й ракетний полк був розформований.

## Командири полку
- полковник Коваленко Олександр Андрійович (1960—1962);
- полковник Лисенко Юрій Олександрович (1962—1967);
- полковник Піддубняк Петро Терентійович (1967—1972);
- підполковник Бородунов Євген Семенович (1972—1973);
- підполковник Козлов Валерій Андрійович (1973—1974);
- підполковник Поліщук Володимир Гнатович (1974—1977);
- підполковник Дмитренко Володимир Данилович (1977—1979);
- полковник Сердюк Володимир Андрійович (1979—1980);
- полковник Шаповалов Володимир Іванович (1980—1983);
- підполковник Тедешвілі (Тедеєв) В'ячеслав Григорович (1983—1987);
- підполковник Мамедов Чингіз Мустафа-огли (1987—1990);
- полковник Сисков Володимир Васильович (1990—1995);
- полковник Рева Олександр Васильович (1995—1999);
- полковник Вершанський Федір Вікторович (1999—2004);
- полковник Шигмарданов Фарід Навельович (2004—2005).